# Kinston Indians
Kinston Indians var en professionell basebollklubb som spelade i Carolina League, en farmarliga på den högsta nivån (A) under Major League Baseball (MLB). Klubben var hemmahörande i Kinston i North Carolina i USA.